# 福格特兰地区诺伊施塔特
福格特兰地区诺伊施塔特（德語：Neustadt/Vogtland），通称诺伊施塔特，是德国萨克森州的市镇，隶属于福格特兰县。总面积为13.02平方千米，截至2023年12月31日总人口为982人。